# Subotica (općina)
Općina Subotica se nalazi u širokoj ravnici na krajnjem sjeveru Vojvodine, u blizini granice Srbije i Mađarske. Općina se nalazi u okviru Sjevernobačkog okruga. Glavni grad općine je grad Subotica.
U općini se nalaze sljedeća naseljena mjesta:  
Bačko Dušanovo, 
Bajmak, 
Bikovo,
Čantavir, 
Donji Tavankut, 
Đurđin, 
Gornji Tavankut, 
Hajdukovo,
Kelebija, 
Kraljev Brig,
Mala Bosna,
Mirgeš, 
Mišićevo, 
Novi Žednik, 
Palić, 
Šupljak,
Višnjevac i
Žednik.

## Povijest
Krajem 12. stoljeća i početkom 13. stoljeća javlja se naselje Zabatka ili. Zabotka, a od kraja 14. stoljeća i u 12. stoljeću spominje se u dokumentima Subotica, kao grad u posjedu ugarskih velikaša. U 18. stoljeću, poslije oslobođenja od Turaka, mjesto se brzo naseljavalo i 1779. proglašen je "Slobodan kraljevski grad" - Marijatereziopolis. U 19. stoljeću razvoj Subotice je ubrzan, iako je 1831. u epidemiji kolere stradalo mnoštvo građana. U povijesti radničkog pokreta i narodnooslobodilačkog rata značajan je doprinos ovog kraja. Suboticu je oslobodio Subotički partizanski odred 10. listopada 1944. godine.

## Kultura
Subotica je grad povijesnih spomenika, starih i značajnih kulturnih institucija. Kazalište sa srpskom i mađarskom dramom, knjižnica, Gradski muzej, Povijesni arhiv Subotica, Galerija "Likovni susret". Na Paliću je i jedini zoološki vrt u Vojvodini. U gradu su poznati povijesni spomenici: Gradska kuća (1910. – 1912.), sinagoga, franjevački samostan, Spomenik palim borcima i žrtvama fašističkog terora (Toma Rosandić) i „Balada vešanih“ (Nandor Glid).

## Gospodarstvo
Poslije austrougarske nagodbe 1869. Subotica je proglašena slobodnim gradom i posebnim statusom i postala je središte gospodarstva - kasnije industrijskog razvitka ovog kraja. Pored razvijene prehrambene industrije u Subotici je razvijena kemijska i elektro industrija, proizvodnja i remont željezničkih vagona i tekstilna industrija. Palićko jezero (8 km od Subotice) i Ludoško jezero (4 km istočno od Palića) privlačne su prirodne ljepote s izletištima, lovnim i ribolovnim područjima. U Subotičkoj pješčari kraj bogatih vinograda i voćnjaka ima terena za lov. 

## Stanovništvo
Općina ima ukupno 150.534 stanovnika i zauzima površinu od 1.008 km².